# 殷石笙
殷石笙（1880 - 1951），中国实业家，松江县浦南烟墩头人。曾加入保定军、钮永建率领的革命军，后任坊川县公安局局长。卸职后，在城内西马桥东沿河购地辟半亩园，并集资创立上松汽车公司。1930年代出资修过两条公路。后在长桥街南松汇路偏东处租地开设“松汇小筑”游艺场，内有茶座、书场、演艺场等，为民国时期松江县最繁华的所在。但由于游艺场时常引发斗殴，抗战结束后放弃经营。1951年病逝于上海寓所。